# Козак Іван Павлович
Іван Павлович Козак (17 квітня 1943, с. Червоний Степок Старосинявський район Хмельницька область) — майстер живопису, портретист, член Національної спілки художників України.

## Біографія
Народився Іван Павлович Козак 17 квітня 1943 року у с. Червоний Степок, яке спершу належало до Подолянської, а згодом до Заліссянської сільської ради Старосинявського району Хмельницької області. Сьогодні цього села не існує, зникло з мапи України. Офіційні джерела подають відомості про місце народження художника с. Подоляни Хмельницького (до 2020 року — Старосинявського) району Хмельницької області, яке розташоване в північно-східній частині Старосинявської територіальної громади, що на кордоні з Вінницькою областю.
Зростав Іван Козак у працьовитій селянській родині, мав ще двох молодших сестер Марію та Тамілу. Дитинство проходило серед чудової природи, ріс і працював майбутній митець зі своїми однолітками, не вирізняючись з-поміж них. Часто милувався вишитими композиціями своєї матусі, у якої вишивка була значним захомленням. Навчався у чотирирічній школі у рідному селі, далі у Подолянській семирічці, Паплинецькій середній школі, що на Старосинявщині. Після закінчення, юнак пішов служити до армії, згодом, навчався в Бакинському військовому училищі, яке закінчив у 1969 році. Проходив військову службу в тодішньому союзі і за кордоном, у Німеччині. Потім була робота у правоохоронних органах у Львові, де працював з 1973 по 1990 рр. на службі у Збройних Силах та структурі Міністерства внутрішніх справ України.
А далі життя внесло свої корективи. Через хворобу Іван Павлович передчасно пішов на пенсію. Духовні провидці стверджують, що хвороби людям даються задля спасіння душі. З цією думкою погодився Іван Козак, прислухався до поклику свого серця і почав малювати. Щоправда, навчався цього самотужки: читав книги бібліотеки Львівської Національної академії мистецтв, відвідував художні виставки, брав приватні уроки в художників. Обрав своїми наставниками найвидатніших у Львові діячів мистецтва Данила Довбошинського, де навчався у його студії, Володимира Патика та інших мистецтвознавців, які справили значний вплив на подальшу творчість митця.
Розпочинав свою творчість Іван Павлович із малювання квітів, і це йому було найбільш до вподоби. З особливою любов'ю він зображує: бузок, соняшники, нарциси, жасмин, півонії — вони ростуть у нього на дачі, де він улітку проживає. У його творчому доробку створені натюрморти: «Білий бузок», «Півонії», «Білі квіти; „Жасмин“, „Хризонтеми“, „Нарциси“, „Флокси“. Серед того квітучого дива не можна не помітити скромні букети „Горобини“, „Калини“,  і зрілих „Соняхів“.
Окрема сторінка у творчості митця — портрет. Найкраще, на думку фахівців, Іванові Козаку вдаються портрети. Цей феномен художника помітив мистецтвознавець зі світовим ім'ям, авторитет у царині мистецтва — професор, лауреат Національної премії України імені Т. Г. Шевченка Володимир Овсійчук. Він говорив „Є в цих портретах людське тепло і життєва безпосередність, нерідко поетична налаштованість через краєвид у тлі. Очевидно, що основною запорукою вдалого портрета є подібність. Саме у цьому Іван Павлович неперевершений. Художник ставить перед собою кілька завдань: подібність, матеріальна пізнавальність, життєва достовірність. На ці запити відповідає достовірно, інших не бере до уваги“. Тому портрети Івана Козака особливо до вподоби тим, кого він зображує. У творчому арсеналі художника понад 500 портретів: серед яких відомі політичні і державні діячі України та інших країн світу. З багатьма Іван Козак знайомий особисто, а де з ким віртуально — через телебачення, газети, журнали.
Першим замовленням Івана Павловича був портрет генералгубернатора Канади пана Гнатишина. Про це попросила його колега. А невдовзі з'явилася ціла галерея портретів відомих осіб сучасності. „Я малюю так, як бажає замовник — говорить Іван Павлович. Намагаюсь у портретах цих людей підкреслити їхній позитив і тепло. часто вгадую їхні характери, манеру поведінки, і лише після цього добираю відповідні тло, обстановку, позу, в якій зображую людину. Здавалося б, дрібні деталі, але вони викликають довіру до образу“.
Часто його колишні колеги по роботі приносять звичайну світлину з особової справи і просять намалювати з неї портрет. І цього зображення художнику достатньо, щоб відтворити статус посадовця у парадному мундирі з усіма регаліями. Безперечно, що особливу сторінку у творчості художника займає його родина — це портрети матусі і дружини, дітей та онуків. Адже вони завжди поряд із митцем.
Іван Козак заявив про себе у творчій когорті майстрів як про особистість з широким спектром таланту — портрет, пейзаж, побутовий жанр, анімалістика. Твори митця є у Львівському і Дрогобицькому палаці мистецтв, Львівській та Хмельницькій галереї митців, у картинній галереї Нью-Йорка й приватних збірнях Ізраїлю, Канади, Польщі, Швеції, США, Арабських Еміратів. Полотна Івана Павловича постійно беруть участь у спільних виставках: міських, обласних, республіканських та міжнародних картин художників ще з 1989 року. Організовано персональні виставки художника — у Познані (Польща, 1992), Вінніпезі (Канада, 1993), Вінниці (1995), Трускавці (Львівській області, 1996, 2009), Львові (2007—2009), Дрогобичі (Львів); Хмельницький (2012).
Основні твори: Незавидна старість (2004), Аїсти (2005), Портрет Героя України Б. Г. Возницького (2006), Портрет Л. Медведя (2008), Портрет академіка. А. Бокотея» (2008), «Жасмін» (2010), «Соняшники» (1986), «Мати» (1994), «Автопортрет» (1994; 2009), «Роздуми» (1996), «Милостиня», «Останній друг» (2002), «Виживання», «Зима в Карпатах» (2004), «Берези», «Покинуте село», «Дружина Галина», «С. Кецало», «Ст. Овсійчук», «В. Чепелік», «Д. Довбошинський» (2006), «Ст. Палку», «Ст. Гришка» (2007), «Гуцул» (2008), «Калина» (2009), «Анастасія», «Ранок», «Вечеріє» (2012); ікони — «Богоматір», «Ісус Христос» (2011).
Талант Івана Козака — немов нескінченний спів птахів, який звучить в повному діапазоні — від філософської ноти «до» до романтичної ноти «соль». І мелодія ця піднесена і чист, як упевнена, точна й чиста лінія його малюнка. Сьогодні колишній офіцер УВС — автор понад тисячі художніх творів: портретів, натюрмортів, пейзажів, учасник всеукраїнських та міжнародних мистецьких виставок, дипломант Міжнародної програми «Мистецький Олімп» та Всеукраїнської програми «Золотий фонд нації». Автор двох книг про власний мистецький доробок (2007, 2012). Нагороджений двома золотими медалями Українського фонду культури «За високий професіоналізм», численними грамотами та подяками.